# Tübinger Blätter
Die Tübinger Blätter sind eine Zeitschrift, die vom Bürger- und Verkehrsverein Tübingen e. V. herausgegeben wird. Sie erscheint mit mehreren kurzen Unterbrechungen seit 1898, als sie erstmals von Eugen Nägele herausgegeben wurde. Sie beschäftigt sich unter anderem mit Landeskunde und Geschichte der Stadt Tübingen und ihrer Umgebung. 